# Camponotus fasciatellus
Camponotus fasciatellus é uma espécie de inseto do gênero Camponotus, pertencente à família Formicidae.